# Mare mediterraneo americano
Il Mare Mediterraneo americano  è un mare mediterraneo situato tra l'America del nord e l'America del sud, comprendente il Golfo del Messico e il Mar dei Caraibi. Ha una estensione di 4,3 milioni di km² e una profondità media di 2216 m.